# Mario Nunes Vais

Mario Nunes Vais (Selbstbildnis)

Mario Nunes Vais (* 16. Juni 1856 in Florenz; † 27. Januar 1932 ebenda) war ein italienischer Fotograf.

## Leben
Mario Nunes Vais gehörte einer aus Livorno nach Florenz zugezogenen jüdischen Kaufmannsfamilie an. Als Hobbyfotograf machte er in etwa 40 Jahren mehr als 60.000 Fotos. Zahlreiche Persönlichkeiten posierten für ihn in seinem Atelier im Palazzo der Familie in der Via Borgognissanti oder in seiner Mansarde im Borgo degli Albizi in Florenz.
Gabriele D’Annunzio und die Futuristen  schätzten ihn sehr. 1913, anlässlich der von der Zeitschrift Lacerba veranstalteten Futurismusausstellung dokumentierte Nunes Vais die Ausstellung und ihre Protagonisten.  Neben Marinetti, Carrà, Papini, Boccioni, Palazzeschi und Soffici porträtierte er auch Benedetto Croce, Giovanni Gentile, Eugenio Montale, Thomas Mann, Giacomo Puccini, Guglielmo Marconi, Edmondo De Amicis, Paola Borboni, Sibilla Aleramo und Vittorio De Sica.
Die Einführung der Rassengesetze in Italien (1938) traf ihn nicht mehr. Seine Tochter Laura überlebte den Holocaust. Sie schenkte 1973 das Archiv ihres Vaters der Öffentlichkeit, dem damaligen Istituto Centrale del Restauro – heute: Istituto Superiore per la Conservazione ed il Restauro.